# Даніеле Де Россі
Даніеле Де Россі (італ. Daniele De Rossi, нар. 24 липня 1983, Рим) — італійський футбольний тренер і колишній футболіст, що грав на позиції півзахисника.
Майже всю кар'єру провів в італійській «Ромі», з якою двічі виграв Кубок Італії в 2007 і 2008 роках, а також Суперкубок Італії в 2007 році. Він був названий найкращим молодим футболістом Серії А в 2006 році та найкращим футболістом італійського року Серії А в 2009 році. Де Россі став капітаном «Роми» на початку сезону 2017/18 років після завершення кар'єри Франческо Тотті. Наприкінці сезону 2018/19 він покинув «Рому» після 18 сезонів у команді. Маючи 616 матчів за римлян у всіх турнірах, він є другим гравцем клубу за кількістю матчів за всю історію після Тотті. Згодом він приєднався до аргентинського клубу «Бока Хуніорс» влітку 2019 року та завершив кар'єру в січні наступного року.
Де Россі представляв Італію на юнацькому і молодіжному, вигравши молодіжний чемпіонат Європи 2004 року, а також здобувши бронзові медалі на Олімпійських іграх 2004 року. Також грав за національну збірну Італії, за яку протягом 2004—2017 років провів 117 матчів і є п'ятим гравцем за кількістю проведених матчів за всю історію збірної Італії та півзахисником з найбільшою кількістю матчів за всю історію. З 21 голом він є найрезультативнішим півзахисником збірної Італії після Другої світової війни та другим найрезультативнішим півзахисником Італії за всю історію Адольфо Балонч'єрі. Де Россі був з командою переможцем чемпіонату світу 2006 року, а також брав участь у Євро-2008, Кубку Конфедерацій 2009 року, чемпіонаті світу 2010, Євро-2012, де став віцечемпіоном і був включений до символічної збірної, Кубку Конфедерацій 2013 року, здобувши бронзові медалі, чемпіонаті світу 2014 року та Євро-2016.
По завершенні ігрової кар'єри став тренером і обіймав посаду помічника головного тренера у штабі Роберто Манчіні в збірній Італії, а також працював головним тренером у СПАЛі. У січні 2024 року очолив рідну «Рому».

## Клубна кар'єра
Вихованець юнацької футбольної команди «Остія Маре». 2000 року продовжив займатися футболом у молодіжній команді клубу «Рома».
У дорослому футболі дебютував за «Рому» 2001 року, з того часу незмінно захищав її кольори протягом вісімнадцяти сезонів. Провів загалом у складі «вовків» 616 офіційних матчів, забивши 63 голи, двічі ставав володарем Кубка Італії. За кількістю ігор за римську команду поступається лише своєму багаторічному партнерові по футбольному полю Франческо Тотті.
У травні 2019 року було офіційно оголошено, що клуб не має наміри подовжувати контракт із наддосвідченим півзахисником, який добігав до завершення. За 12 днів Де Россі провів свою останню гру за «Рому», після чого вирішив не завершувати ігрову кар'єру.
26 липня 2019 року гравець, якому щойно виповнилося 36 років, уклав однорічну угоду з аргентинським «Бока Хуніорс», де спортивним директором працював багаторічний одноклубник Де Россі по «Ромі» Ніколас Бурдіссо. 13 серпня 2019 року Де Россі дебютував за «Боку» проти «Альмагро» (1:1) у Кубку Аргентини, забивш свій перший і єдиний гол за клуб, але його команда вилетіла зі змагань після поразки в серії пенальті. Загалом до кінця року він зіграв 7 ігор в усіх турнірах за клуб і 6 січня 2020 року оголосив про завершення кар'єр, пославшись на сімейні причини.

## Виступи за збірні

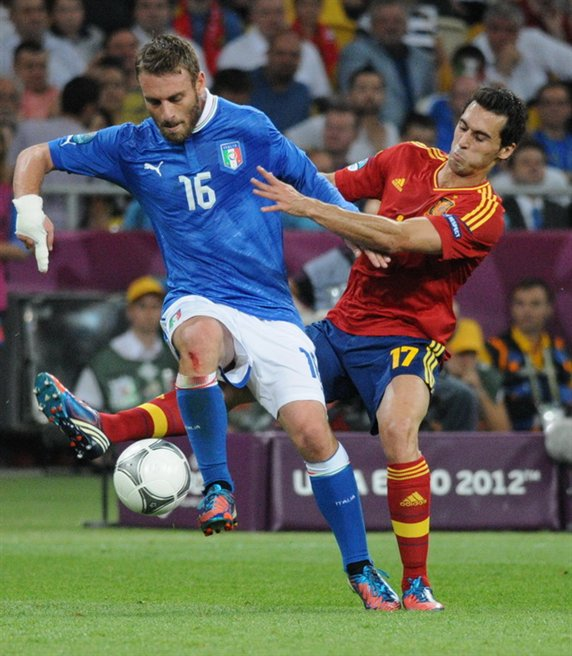
Де Россі (ліворуч) проти Альваро Арбелоа у фіналі Євро-2012.

2001 року дебютував у складі юнацької збірної Італії, взяв участь у 3 іграх на юнацькому рівні.
Протягом 2002—2004 років залучався до складу молодіжної збірної Італії. На молодіжному рівні зіграв у 20 офіційних матчах, забив 3 голи. Був учасником футбольного турніру на Літніх Олімпійських іграх 2004 року, де разом з командою виборов бронзові олімпійські нагороди.
2004 року дебютував в офіційних матчах у складі національної збірної Італії. На наступні 13 років став гравцем основного складу італійської команди. За ці роки був учасником фінальних частин трьох чемпіонатів Європи і трьох чемпіонатів світу, включаючи переможний для італійців чемпіонат світу 2006 року у Німеччині.
У листопаді 2014 року провів свою соту гру за збірну, а за три роки завершив кар'єру в національній команді, маючи в активі 117 ігор у її складі, що на той момент стало четвертим показником в історії «сквадри адзурри». Попри амплуа півзахисника регулярно відзначався забитими голами і на момент припинення виступів за національну команду мав в активі 21 забитий гол, посідаючи на той час 12-те місце серед її найкращих в історії бомбардирів.

## Тренерська кар'єра
18 березня 2021 року Де Россі було представлено як нового помічника Роберто Манчіні у національній збірній Італії. 11 липня 2021 року Італія виграла Євро-2020 після перемоги у фіналі у серії пенальті проти Англії. 13 серпня він залишив італійську команду, щоб завершити свій тренерський курс, а 23 листопада повернувся до роботи в Італійській федерації футболу, цього разу на посаду технічного співробітника для юнацьких команд віком від 15 до 20 років. У січні 2022 року він погодився повернутися тренерського штабу Роберто Манчіні, щоб допомогти у збірній плей-оф кваліфікації до чемпіонату світу 2022 року, але італійцям не вдалось вийти на «мундіаль».
11 жовтня 2022 року Де Россі був призначений новим тренером команди Серії B СПАЛ. На момент призначення Де Россі команда посідала 14-е місце у турнірній таблиці, здобувши лише дві перемоги за 8 турів. Однак покращити результати команди тренеру-початківцю не вдалося, і команда при ньому здобула лише 3 перемоги у 17 матчах, через що вже 14 лютого 2023 року він, не доопрацювавши до кінця сезону, залишив посаду, опустивши команду на 18 місце.
16 січня 2024 року Де Россі був призначений головним тренером «Роми» до кінця сезону, змінивши на цій посаді Жозе Моурінью.
| Дата       | Місто             | Господарі         | Результат               | Гості             | Турнір                | Голи | Примітки       |
| ---------- | ----------------- | ----------------- | ----------------------- | ----------------- | --------------------- | ---- | -------------- |
| 04/09/2004 | Палермо           | Італія            | 2 – 1                   | Норвегія          | Відбір до ЧС 2006     | 1    |                |
| 09/10/2004 | Цельє             | Словенія          | 1 – 0                   | Італія            | Відбір до ЧС 2006     | -    |                |
| 13/10/2004 | Парма             | Італія            | 4 – 3                   | Білорусь          | Відбір до ЧС 2006     | 1    |                |
| 17/11/2004 | Мессіна           | Італія            | 1 – 0                   | Фінляндія         | товариський матч      | -    |                |
| 09/02/2005 | Кальярі           | Італія            | 2 – 0                   | Росія             | товариський матч      | -    |                |
| 26/03/2005 | Мілан             | Італія            | 2 – 0                   | Шотландія         | Відбір до ЧС 2006     | -    |                |
| 30/03/2005 | Падуя             | Італія            | 0 – 0                   | Ісландія          | товариський матч      | -    |                |
| 04/06/2005 | Осло              | Норвегія          | 0 – 0                   | Італія            | Відбір до ЧС 2006     | -    |                |
| 17/08/2005 | Дублін            | Ірландія          | 1 – 2                   | Італія            | товариський матч      | -    |                |
| 03/09/2005 | Глазго            | Шотландія         | 1 – 1                   | Італія            | Відбір до ЧС 2006     | -    |                |
| 08/10/2005 | Палермо           | Італія            | 1 – 0                   | Словенія          | Відбір до ЧС 2006     | -    |                |
| 12/10/2005 | Лечче             | Італія            | 2 – 1                   | Молдова           | Відбір до ЧС 2006     | -    |                |
| 12/11/2005 | Амстердам         | Нідерланди        | 1 – 3                   | Італія            | товариський матч      | -    |                |
| 16/11/2005 | Женева            | Італія            | 1 – 1                   | Кот-д'Івуар       | товариський матч      | -    |                |
| 01/03/2006 | Флоренція         | Італія            | 4 – 1                   | Німеччина         | товариський матч      | 1    |                |
| 31/05/2006 | Женева            | Швейцарія         | 1 – 1                   | Італія            | товариський матч      | -    |                |
| 02/06/2006 | Лозанна           | Італія            | 0 – 0                   | Україна           | товариський матч      | -    |                |
| 12/06/2006 | Ганновер          | Італія            | 2 – 0                   | Гана              | ЧС 2006 - 1-й етап    | -    |                |
| 17/06/2006 | Кайзерслаутерн    | Італія            | 1 – 1                   | США               | ЧС 2006 - 1-й етап    | -    |                |
| 09/07/2006 | Берлін            | Італія            | 1 – 1 д.ч. (5-3 п.п.)   | Франція           | ЧС 2006 - Фінал       | -    | Чемпіони світу |
| 02/09/2006 | Неаполь           | Італія            | 1 – 1                   | Литва             | Відбір до ЧЄ 2008     | -    |                |
| 06/09/2006 | Париж             | Франція           | 3 – 1                   | Італія            | Відбір до ЧЄ 2008     | -    |                |
| 07/10/2006 | Рим               | Італія            | 2 – 0                   | Україна           | Відбір до ЧЄ 2008     | -    |                |
| 11/10/2006 | Тбілісі           | Грузія            | 1 – 3                   | Італія            | Відбір до ЧЄ 2008     | 1    |                |
| 15/11/2006 | Бергамо           | Італія            | 1 – 1                   | Туреччина         | товариський матч      | -    |                |
| 28/03/2007 | Барі              | Італія            | 2 – 0                   | Шотландія         | Відбір до ЧЄ 2008     | -    |                |
| 06/06/2007 | Каунас            | Литва             | 0 – 2                   | Італія            | Відбір до ЧЄ 2008     | -    |                |
| 08/09/2007 | Мілан             | Італія            | 0 – 0                   | Франція           | Відбір до ЧЄ 2008     | -    |                |
| 17/10/2007 | Сієна             | Італія            | 2 – 0                   | ПАР               | товариський матч      | -    |                |
| 17/11/2007 | Глазго            | Шотландія         | 1 – 2                   | Італія            | Відбір до ЧЄ 2008     | -    |                |
| 21/11/2007 | Модена            | Італія            | 3 – 1                   | Фарерські острови | Відбір до ЧЄ 2008     | -    |                |
| 06/02/2008 | Цюрих             | Італія            | 3 – 1                   | Португалія        | товариський матч      | -    |                |
| 26/03/2008 | Ельче             | Іспанія           | 1 – 0                   | Італія            | товариський матч      | -    |                |
| 13/06/2008 | Цюрих             | Італія            | 1 – 1                   | Румунія           | ЧЄ 2008 - 1-й етап    | -    |                |
| 17/06/2008 | Цюрих             | Франція           | 0 – 2                   | Італія            | ЧЄ 2008 - 1-й етап    | 1    |                |
| 22/06/2008 | Відень            | Іспанія           | 0 – 0 д.ч. (4-2 п.п.)   | Італія            | ЧЄ 2008 - чвертьфінал | -    |                |
| 20/08/2008 | Ніцца             | Італія            | 2 – 2                   | Австрія           | товариський матч      | -    |                |
| 06/09/2008 | Ларнака           | Кіпр              | 1 – 2                   | Італія            | Відбір до ЧС 2010     | -    |                |
| 10/09/2008 | Удіне             | Італія            | 2 – 0                   | Грузія            | Відбір до ЧС 2010     | 2    |                |
| 11/10/2008 | Софія             | Болгарія          | 0 – 0                   | Італія            | Відбір до ЧС 2010     | -    |                |
| 15/10/2008 | Лечче             | Італія            | 2 – 1                   | Чорногорія        | Відбір до ЧС 2010     | -    |                |
| 19/11/2008 | Афіни             | Греція            | 1 – 1                   | Італія            | товариський матч      | -    |                |
| 10/02/2009 | Лондон            | Бразилія          | 2 – 0                   | Італія            | товариський матч      | -    |                |
| 28/03/2009 | Подгориця         | Чорногорія        | 0 – 2                   | Італія            | Відбір до ЧС 2010     | -    |                |
| 01/04/2009 | Барі              | Італія            | 1 – 1                   | Ірландія          | Відбір до ЧС 2010     | -    |                |
| 15/06/2009 | Преторія          | США               | 1 – 3                   | Італія            | Кубок Конфедерацій    | 1    |                |
| 18/06/2009 | Йоганнесбург      | Єгипет            | 1 – 0                   | Італія            | Кубок Конфедерацій    | -    |                |
| 21/06/2009 | Преторія          | Італія            | 0 – 3                   | Бразилія          | Кубок Конфедерацій    | -    |                |
| 09/09/2009 | Турин             | Італія            | 2 – 0                   | Болгарія          | Відбір до ЧС 2010     | -    |                |
| 10/10/2009 | Дублін            | Ірландія          | 2 – 2                   | Італія            | Відбір до ЧС 2010     | -    |                |
| 14/10/2009 | Парма             | Італія            | 3 – 2                   | Кіпр              | Відбір до ЧС 2010     | -    |                |
| 03/03/2010 | Монако            | Італія            | 0 – 0                   | Камерун           | товариський матч      | -    |                |
| 03/06/2010 | Брюссель          | Італія            | 1 – 2                   | Мексика           | товариський матч      | -    |                |
| 05/06/2010 | Женева            | Швейцарія         | 1 – 1                   | Італія            | товариський матч      | -    |                |
| 14/06/2010 | Кейптаун          | Італія            | 1 – 1                   | Парагвай          | ЧС 2010 - 1-й етап    | 1    |                |
| 20/06/2010 | Мбомбела          | Італія            | 1 – 1                   | Нова Зеландія     | ЧС 2010 - 1-й етап    | -    |                |
| 24/06/2010 | Йоганнесбург      | Словаччина        | 3 – 2                   | Італія            | ЧС 2010 - 1-й етап    | -    |                |
| 10/08/2010 | Лондон            | Італія            | 0 – 1                   | Кот-д'Івуар       | товариський матч      | -    |                |
| 03/09/2010 | Таллінн           | Естонія           | 1 – 2                   | Італія            | Відбір до ЧЄ 2012     | -    |                |
| 07/09/2010 | Флоренція         | Італія            | 5 – 0                   | Фарерські острови | Відбір до ЧЄ 2012     | 1    |                |
| 08/10/2010 | Белфаст           | Північна Ірландія | 0 – 0                   | Італія            | Відбір до ЧЄ 2012     | -    |                |
| 17/11/2010 | Клагенфурт        | Румунія           | 1 – 1                   | Італія            | товариський матч      | -    |                |
| 09/02/2011 | Дортмунд          | Німеччина         | 1 – 1                   | Італія            | товариський матч      | -    |                |
| 10/08/2011 | Барі              | Італія            | 2 – 1                   | Іспанія           | товариський матч      | -    |                |
| 02/09/2011 | Торсгавн          | Фарерські острови | 0 – 1                   | Італія            | Відбір до ЧЄ 2012     | -    |                |
| 06/09/2011 | Флоренція         | Італія            | 1 – 0                   | Словенія          | Відбір до ЧЄ 2012     | -    |                |
| 07/10/2011 | Белград           | Сербія            | 1 – 1                   | Італія            | Відбір до ЧЄ 2012     | -    |                |
| 11/10/2011 | Пескара           | Італія            | 3 – 0                   | Північна Ірландія | Відбір до ЧЄ 2012     | -    |                |
| 11/11/2011 | Вроцлав           | Польща            | 0 – 2                   | Італія            | товариський матч      | -    |                |
| 15/11/2011 | Рим               | Італія            | 0 – 1                   | Уругвай           | товариський матч      | -    |                |
| 29-2-2012  | Генуя             | Італія            | 0 – 1                   | США               | товариський матч      | -    | 70'            |
| 1-6-2012   | Цюрих             | Італія            | 0 – 3                   | Росія             | товариський матч      | -    | 60'            |
| 10-6-2012  | Гданськ           | Іспанія           | 1 – 1                   | Італія            | ЧЄ 2012 - 1-й етап    | -    |                |
| 14-6-2012  | Познань           | Італія            | 1 – 1                   | Хорватія          | ЧЄ 2012 - 1-й етап    | -    |                |
| 18-6-2012  | Познань           | Італія            | 2 – 0                   | Ірландія          | ЧЄ 2012 - 1-й етап    | -    |                |
| 24-6-2012  | Київ              | Англія            | 0 – 0 д.ч. (2 - 4 п.п.) | Італія            | ЧЄ 2012 - чвертьфінал | -    | 80'            |
| 28-6-2012  | Варшава           | Німеччина         | 1 – 2                   | Італія            | ЧЄ 2012 - півфінал    | -    |                |
| 1-7-2012   | Київ              | Іспанія           | 4 – 0                   | Італія            | ЧЄ 2012 - Фінал       | -    |                |
| 15-8-2012  | Берн              | Італія            | 1 – 2                   | Англія            | товариський матч      | 1    | кап.           |
| 7-9-2012   | Софія (місто)     | Болгарія          | 2 – 2                   | Італія            | Відбір до ЧС 2014     | -    |                |
| 12-10-2012 | Єреван            | Вірменія          | 1 – 3                   | Італія            | Відбір до ЧС 2014     | 1    |                |
| 16-10-2012 | Мілан             | Італія            | 3 – 1                   | Данія             | Відбір до ЧС 2014     | 1    |                |
| 6-2-2013   | Амстердам         | Нідерланди        | 1 – 1                   | Італія            | товариський матч      | -    | 61'            |
| 21-3-2013  | Женева            | Італія            | 2 – 2                   | Бразилія          | товариський матч      | 1    | 81'            |
| 7-6-2013   | Прага             | Чехія             | 0 – 0                   | Італія            | Відбір до ЧС 2014     | -    |                |
| 11-6-2013  | Ріо-де-Жанейро    | Італія            | 2 – 2                   | Гаїті             | товариський матч      | -    | 55'            |
| 16-6-2013  | Ріо-де-Жанейро    | Мексика           | 1 – 2                   | Італія            | Кубок Конфедерацій    | -    |                |
| 19-6-2013  | Ресіфі            | Італія            | 4 – 3                   | Японія            | Кубок Конфедерацій    | 1    |                |
| 27-6-2013  | Форталеза         | Іспанія           | 0 – 0 д.ч. (7 - 6 п.п.) | Італія            | Кубок Конфедерацій    | -    |                |
| 30-6-2013  | Сальвадор         | Італія            | 2 – 2 д.ч. (3 - 2 п.п.) | Уругвай           | Кубок Конфедерацій    | -    | 70'            |
| 14-8-2013  | Рим               | Італія            | 1 – 2                   | Аргентина         | товариський матч      | -    |                |
| 6-9-2013   | Палермо           | Італія            | 1 – 0                   | Болгарія          | Відбір до ЧС 2014     | -    |                |
| 10-9-2013  | Турин             | Італія            | 2 – 1                   | Чехія             | Відбір до ЧС 2014     | -    |                |
| 31-5-2014  | Лондон            | Італія            | 0 – 0                   | Ірландія          | товариський матч      | -    | 62'            |
| 4-6-2014   | Перуджа           | Італія            | 1 – 1                   | Люксембург        | товариський матч      | -    |                |
| 14-6-2014  | Манаус            | Англія            | 1 – 2                   | Італія            | ЧС 2014 - 1-й етап    | -    |                |
| 20-6-2014  | Ресіфі            | Італія            | 0 – 1                   | Коста-Рика        | ЧС 2014 - 1-й етап    | -    |                |
| 4-9-2014   | Барі              | Італія            | 2 – 0                   | Нідерланди        | товариський матч      | 1    | кап. 67'       |
| 9-9-2014   | Осло              | Норвегія          | 0 – 2                   | Італія            | Відбір до ЧЄ 2016     | -    |                |
| 16-11-2014 | Мілан             | Італія            | 1 – 1                   | Хорватія          | Відбір до ЧЄ 2016     | -    | [ 22 ]         |
| 6-9-2015   | Палермо           | Італія            | 1 – 0                   | Болгарія          | Відбір до ЧЄ 2016     | 1    | 55'            |
| 29-5-2016  | Та-Калі           | Італія            | 1 – 0                   | Шотландія         | товариський матч      | -    | 67'            |
| 6-6-2016   | Верона            | Італія            | 2 – 0                   | Фінляндія         | товариський матч      | 1    | 63'            |
| 13-6-2016  | Ліон              | Бельгія           | 0 – 2                   | Італія            | ЧЄ 2016 - 1-й етап    | -    | 78'            |
| 17-6-2016  | Тулуза            | Італія            | 1 – 0                   | Швеція            | ЧЄ 2016 - 1-й етап    | -    | 69' 74'        |
| 27-6-2016  | Сен-Дені          | Італія            | 2 – 0                   | Іспанія           | ЧЄ 2016 - 1/8 фіналу  | -    | 54'            |
| 1-9-2016   | Барі              | Італія            | 1 – 3                   | Франція           | товариський матч      | -    | 46'            |
| 6-10-2016  | Турин             | Італія            | 1 – 1                   | Іспанія           | Відбір до ЧС 2018     | 1    |                |
| 12-11-2016 | Вадуц             | Ліхтенштейн       | 0 – 4                   | Італія            | Відбір до ЧС 2018     | -    |                |
| 15-11-2016 | Мілан             | Італія            | 0 – 0                   | Німеччина         | товариський матч      | -    |                |
| 24-3-2017  | Палермо           | Італія            | 2 – 0                   | Албанія           | Відбір до ЧС 2018     | 1    |                |
| 28-3-2017  | Амстердам         | Нідерланди        | 1 – 2                   | Італія            | товариський матч      | -    | кап. 37'       |
| 7-6-2017   | Ніцца             | Італія            | 3 – 0                   | Уругвай           | товариський матч      | 1    | кап.           |
| 11-6-2017  | Удіне             | Італія            | 5 – 0                   | Ліхтенштейн       | Відбір до ЧС 2018     | -    |                |
| 2-9-2017   | Мадрид            | Іспанія           | 3 – 0                   | Італія            | Відбір до ЧС 2018     | -    |                |
| 5-9-2017   | Реджо-нель-Емілія | Італія            | 1 – 0                   | Ізраїль           | Відбір до ЧС 2018     | -    |                |
| 10-11-2017 | Стокгольм         | Швеція            | 1 – 0                   | Італія            | Відбір до ЧС 2018     | -    |                |
| Усього     |                   | Матчів (4 місце)  | 117                     |                   | Голів (12 місце)      | 21   |                |

## Титули і досягнення

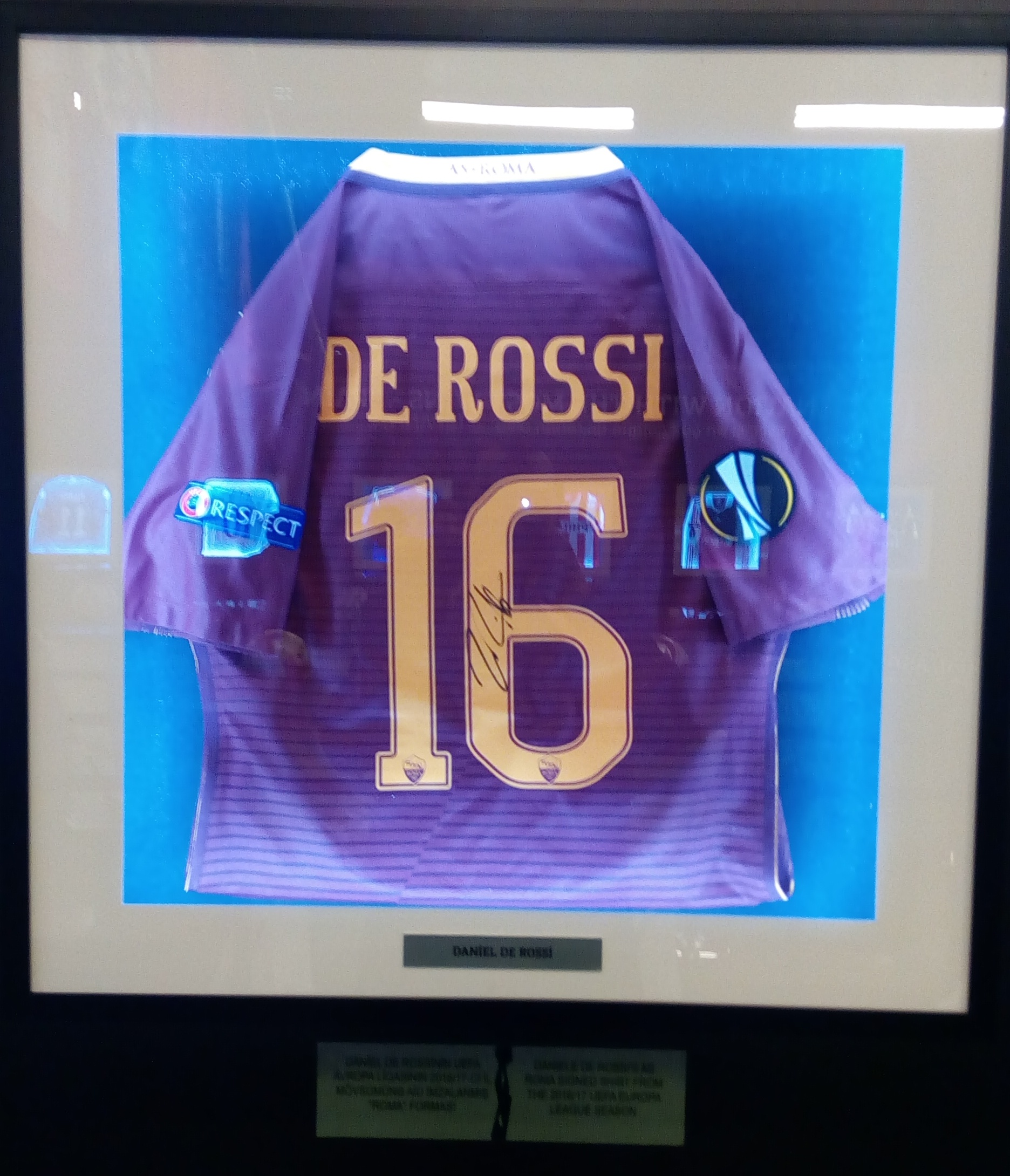
Футболка Даніеле Де Россі у Музеї ліги Європи.

### «Рома»
- Володар Кубка Італії (2): 2006/07, 2007/08
- Володар Суперкубка Італії (1): 2007

### Збірна Італії
- Чемпіон світу (1): 2006
- Чемпіон Європи (U-21): 2004
- Бронзовий олімпійський призер: 2004
- Віце-чемпіон Європи: 2012